# IC 2433
IC 2433 ist eine Spiralgalaxie vom Hubble-Typ Sc im Sternbild Krebs  auf der Ekliptik. Sie ist schätzungsweise 481 Mio. Lichtjahre von der Milchstraße entfernt und hat einen Durchmesser von etwa 125.000 Lj.

Im selben Himmelsareal befinden sich u. a. die Galaxien NGC 2737 und NGC 2738.
Das Objekt wurde am 6. April 1896 von Stéphane Javelle entdeckt.